# Abarema killipii
Abarema killipii és una espècie de llegum del gènere Abarema de la família Fabaceae. Es troba al departament de Caldas (Colòmbia), i al vessant oriental dels Andes equatorians.